# Cuestión Real

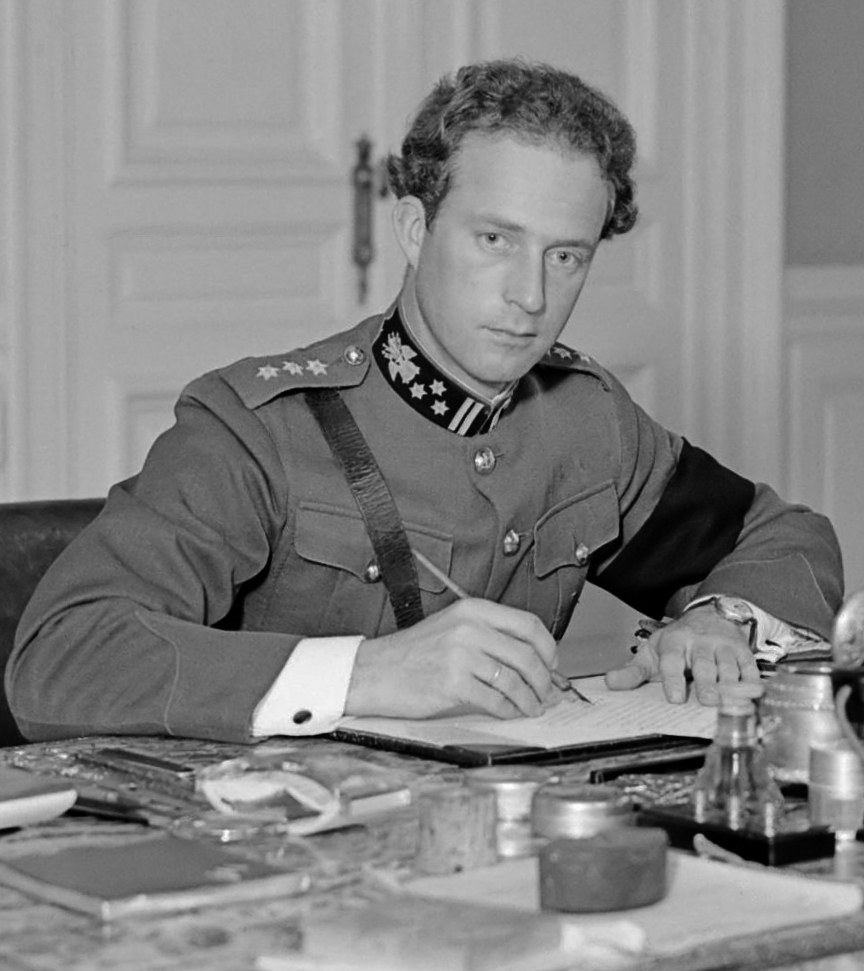
El rey Leopoldo III en 1934

La Cuestión Real (en francés: Question royale, en neerlandés: Koningskwestie) fue una gran crisis política en Bélgica que duró de 1945 a 1951, llegando a un punto crítico entre marzo y agosto de 1950. La "cuestión" en juego era si el rey Leopoldo III podría regresar al país y reasumir su papel como Rey de los belgas en medio de las acusaciones de que sus acciones durante la Segunda Guerra Mundial habían sido contrarias a las disposiciones de la constitución belga. Finalmente fue resuelto por la abdicación de Leopoldo a favor de su hijo Balduino en 1951.
La crisis surgió de la división entre Leopoldo y su gobierno, dirigido por Hubert Pierlot, durante la invasión alemana de 1940. Leopoldo, que era sospechoso de simpatías autoritarias, había asumido el mando del ejército belga al estallar la guerra. Teniendo en cuenta su posición constitucional como Comandante en Jefe de tener prioridad sobre su papel civil como jefe de Estado, se negó a abandonar su ejército y unirse al gobierno belga en el exilio en Francia. La negativa de Leopoldo a obedecer al gobierno marcó una crisis constitucional y, después de haber negociado la rendición a los alemanes el 28 de mayo de 1940, Leopoldo fue ampliamente condenado. Durante la posterior ocupación alemana, Leopoldo se mantuvo bajo arresto domiciliario en su palacio, donde fue elogiado por compartir estoicamente el sufrimiento de los belgas comunes. Poco antes de que los aliados liberaran el país en 1944, fue deportado a Alemania por los nazis.
Con Bélgica liberada pero el rey todavía en cautiverio, su hermano, el príncipe Carlos, conde de Flandes, fue elegido regente. El rey fue oficialmente declarado «incapaz de gobernar» de acuerdo con la Constitución. Con el país dividido sobre si el Rey podría alguna vez volver a sus funciones, y con la izquierda en posición políticamente dominante, Leopoldo se exilió en Suiza. En 1950, un referéndum nacional fue organizado por un nuevo gobierno de centroderecha para decidir si Leopoldo podría regresar. Aunque el resultado fue una victoria para los leopoldistas, produjo una fuerte división regional entre Flandes, que estaba ampliamente a favor del regreso del rey, y Bruselas y Valonia, que generalmente se opusieron. El regreso de Leopoldo a Bélgica en julio de 1950 fue recibido con protestas generalizadas en Valonia y una huelga general. Los disturbios culminaron con el asesinato de cuatro trabajadores por parte de la policía el 31 de julio. Ante el rápido deterioro de la situación, el 1.° de agosto de 1950, Leopoldo anunció su intención de abdicar. Después de un período de transición, abdicó formalmente a favor de Balduino el 16 de julio de 1951.

## Antecedentes

### Monarquía y Constitución

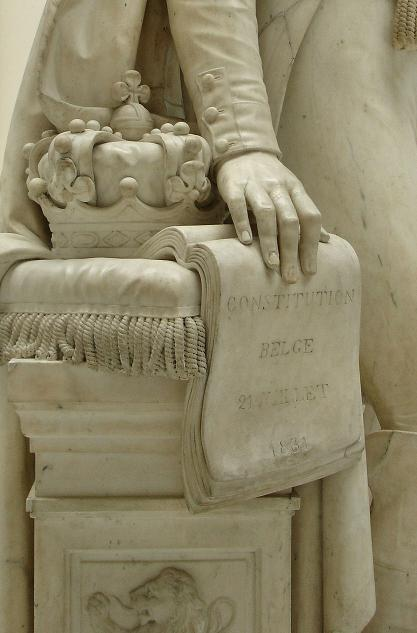
La corona belga, colocada simbólicamente sobre la Constitución en una estatua decimonónica de Leopoldo I

Bélgica se independizó del Reino Unido de los Países Bajos en 1830 y se organizó como monarquía popular y constitucional con una democracia parlamentaria bicameral. En 1831 se redactó una Constitución que dispuso los poderes y responsabilidades que correspondían al soberano. El rey, en tanto que jefe del Estado, no podía actuar política sin la sanción de un ministro del Gobierno, pero sí decidir los asuntos militares a su gusto, en calidad de jefe de las Fuerzas Armadas del país. La Constitución no aclaraba qué autoridad era la suprema en caso de conflicto entre ellas y esto fue la causa primordial de la «cuestión real» de la posguerra belga.
El primer rey belga, Leopoldo I, aceptó lo dispuesto en la Constitución, pero trató de aprovechar su ambigüedad para aumentar su poder. Sus sucesores en el trono belga también lo hicieron, aunque en general en vano.

### Leopoldo III
Leopoldo III ascendió al trono en 1934, al fallecer su padre, Alberto I, en un accidente de alpinismo. Alberto, apodado el «rey caballero» (roi-chevalier o koning-ridder), se había granjeado las simpatías de la mayoría de la población por haber mandado el Ejército belga durante la Primera Guerra Mundial (1914-18), cuando gran parte del país estuvo ocupado por Alemania. Su reinado había estado marcado por la crisis económica de la Gran Depresión y por la agitación política, tanto de las agrupaciones de extrema izquierda como de las de extrema derecha. Leopoldo había tratado de ampliar los poderes del monarca aprovechando la crisis. Se sospechaba que tenía inclinaciones autoritarias y simpatías por la derecha. Desde 1936, defendió con ardor la neutralidad del país, ante la creciente amenaza de la expansión de la Alemania nazi.

## Invasión y ocupación alemanas (1940-44)
El Ejército alemán invadió Bélgica el 10 de mayo de 1940, sin haberle declarado la guerra. Leopoldo se dirigió al punto al fuerte Breendonk, sede del Estado Mayor del Ejército, situado cerca de Malinas, para asumir el mando de las Fuerzas Armadas. Rehusó presentarse antes ante el Parlamento, a diferencia de lo que había hecho Alberto I al comienzo de la Primera Guerra Mundial. La velocidad del avance alemán, la «guerra relámpago», hizo que el Ejército tuviese que replegarse al oeste del país, pese a la colaboración de los ejércitos francés y británico. El Gobierno belga abandonó la capital, Bruselas el 16 de mayo.

### Disensiones entre el rey y el Gobierno

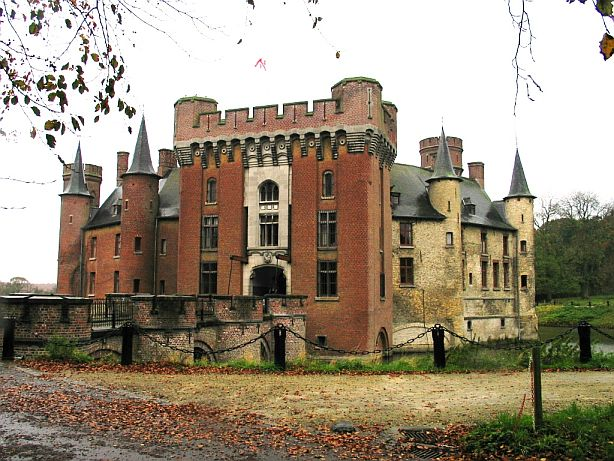
Fotografía moderna del Castillo de Winendaele, donde se reunieron por última vez el rey y el Gobierno belga durante la guerra, el 25 de mayo de 1940.

Las desavenencias entre el soberano y el Gobierno surgieron poco después de la agresión alemana. Este sostenía que la invasión alemana había conculcado la neutralidad del país y hecho de este automáticamente un aliado; Leopoldo, por el contrario, creía que Bélgica era todavía neutral y no tenía más obligación que la defensa de su territorio. El rey rehusaba permitir el despliegue de soldados británicos y franceses en suelo belga, acto que consideraba incompatible con la neutralidad.
El rey se reunió por última vez con una delegación de los principales ministros el 25 de mayo en el Castillo de Winendaele, situado en Flandes occidental. Esta reunión se considera a menudo el acontecimiento que marcó el comienzo la «cuestión real» y en el que se verificó la ruptura entre el rey y el Gobierno. Asistieron a ella cuatro ministros: Hubert Pierlot, Paul-Henri Spaak, Henri Denis y Arthur Vanderpoorten. Para entonces, tras la enconada batalla del río Lys, el Gobierno se aprestaba a continuar combatiendo a Alemania desde el exilio en Francia. Los ministros urgieron al monarca a acompañarlos, siguiendo el ejemplo de la reina Guillermina de los Países Bajos y de Carlota, gran duquesa de Luxemburgo. Leopoldo disentió y se mantuvo firme en su posición. Se negó a abandonar Bélgica y al ejército, por entonces fundamentalmente arrinconado en Flandes. Los ministros sospechaban que los edecanes del rey ya estaban negociando con Alemania. La reunión concluyó sin acuerdo y seguidamente el Gobierno se trasladó a Francia.
Por su parte, Leopoldo acordó una tregua con los alemanes el 27 de mayo de 1940; el Ejército se rindió oficialmente al día siguiente. Leopoldo fue apresado por los alemanes, que lo mantuvieron en arresto domiciliario en el Castillo Real de Laeken, cercano a Bruselas. Furioso con el rey por haber soslayado al Gobierno y haber pactado por su cuenta la rendición, Pierlot emitió un duro discurso en Radio París, en el que vituperó al monarca y anunció la intención de su Gobierno de continuar luchando junto a los Aliados. Los políticos franceses, en especial Paul Reynaud, atribuyeron a Leopoldo la adversa suerte que estaban corriendo los combates en Francia y lo tildaron de «rey felón».

### Leopoldo durante la ocupación
Bélgica quedó sometida a administración militar alemana tras rendirse el 28 de mayo de 1940. El jefe de la administración alemana era el general Alexander von Falkenhausen, encargado del gobierno del país. Los funcionarios belgas recibieron orden de permanecer en sus puestos para mantener la gestión de los asuntos públicos y para tratar de proteger a la población de las exigencias de las autoridades alemanas.
La derrota de Francia y la formación del Gobierno filogermano de Vichy hizo pensar que Alemania se hallaba a las puertas de la victoria. Leopoldo fue alabado como «mártir» y símbolo de la resistencia del país, mientras que el Gobierno era acusado de anteponer la ideología a los intereses del pueblo. El principal representante de la Iglesia católica belga, el cardenal Jozef-Ernest van Roey, envió una pastoral el 31 de mayo pidiendo a los belgas que se uniesen en torno al monarca. Otras figuras del entorno real, en especial el socialista autoritario Henri de Man, creían que la democracia había fracasado como sistema político y que al concluir la guerra mundial el rey encabezaría un nuevo Estado belga, regido por un sistema dictatorial.

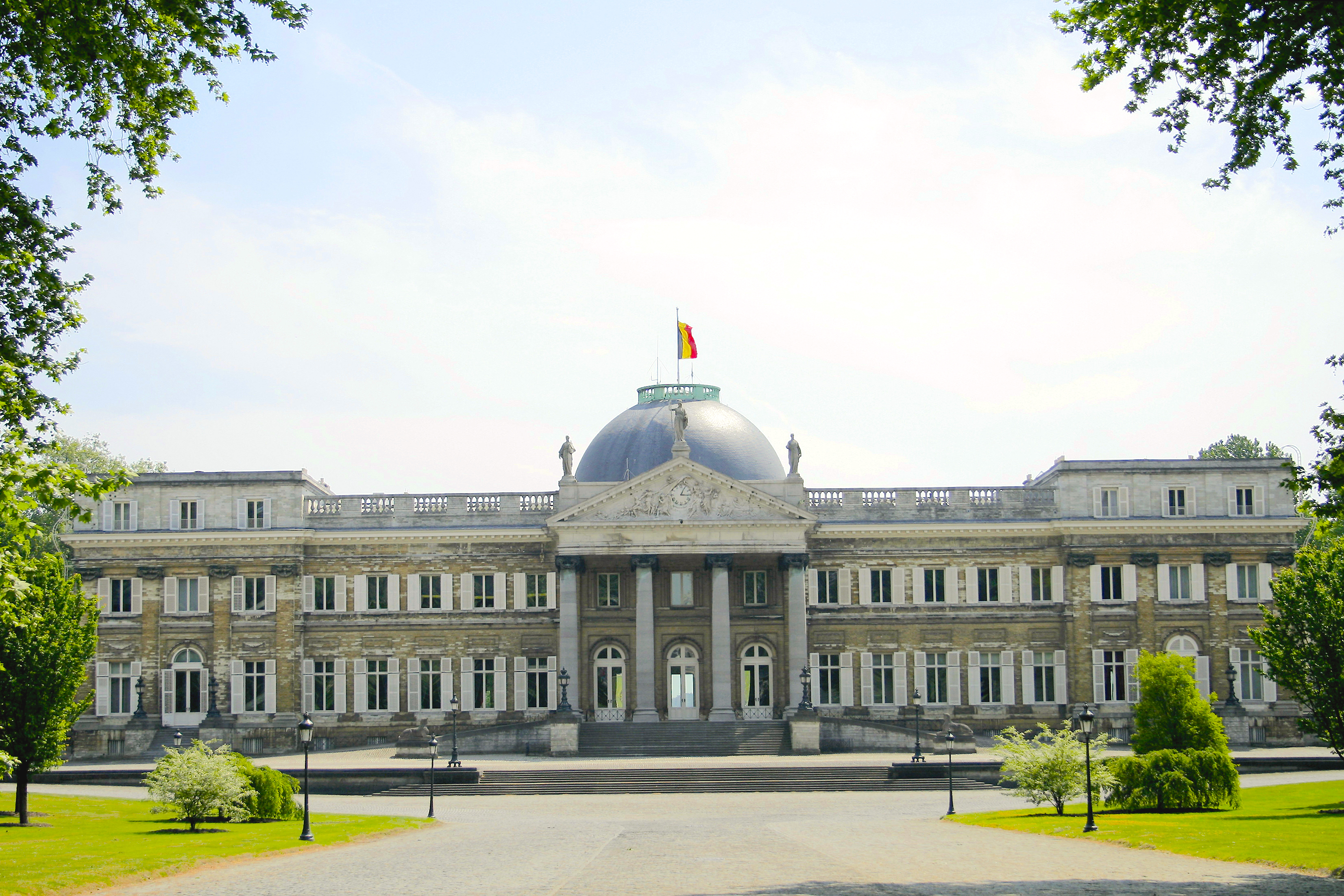
El Castillo Real de Laeken, donde Leopoldo quedó recluido en arresto domiciliario durante la ocupación alemana.

A pesar de hallarse cautivo, el rey prosiguió con su actividad política. Pensaba que tras la victoria alemana surgiría un «nuevo orden» político en Europa y que, al ser la principal figura política del país en la zona ocupada por Alemania en el continente, podría negociar con las autoridades alemanas. En consecuencia, Leopoldo escribió a Adolf Hitler y trató de que este le concediese audiencia. Hitler no tenía gran interés en Leopoldo y desconfiaba de él, pero finalmente se avino a recibirlo el 19 de noviembre de 1940 en Berghof; la reunión, sin embargo, no resultó productiva.
El apoyo de la población al rey menguó notablemente en diciembre de 1941, cuando se anunció que el rey desposaría a Lilian Baels. Este nuevo matrimonio del rey fue mal recibido por la mayoría de la población. La imagen del rey cautivo que compartía las penurias de los prisioneros de guerra belgas quedó socavada, en especial en Valonia, de donde provenían la mayoría de los prisioneros de guerra que aún tenían cautivos los alemanes. La opinión pública también criticó al soberano por su falta aparente de oposición a las medidas aplicadas por los ocupantes.
Tras la derrotas alemanas en el frente oriental a partir de 1942, el rey se fue preparando para el final de la guerra. Ordenó la redacción de un documento, que se denominó «testamento político» (Testament Politique), que debía servir para justificar su comportamiento durante la ocupación y detallar sus intervenciones en favor de los prisioneros de guerra y de los trabajadores deportados a Alemania. No obstante, Leopoldo siguió censurando la labor del Gobierno belga en el exilio (instalado en Londres desde octubre de 1940). Fue desportado a Alemania el 7 de junio, tras el desembarco aliado en Normandía. Fue finalmente liberado por los estadounidenses el 7 de mayo de 1945.

## La regencia y el principio de la crisis (1944-49)

### Leopoldo incapacitado (1944)

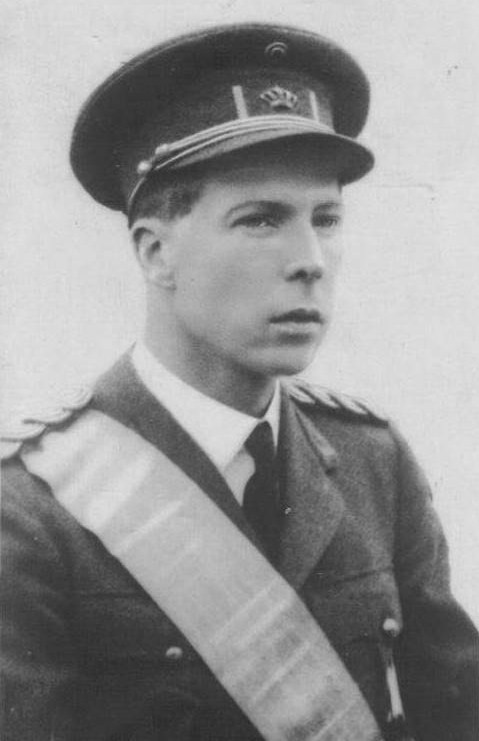
El príncipe Carlos, conde de Flandes, que fue nombrado regente en 1944.

Tras el desembarco aliado en Normandía, los ejércitos aliados avanzaron hacia el este y cruzaron la frontera belga el 1 de septiembre de 1944. Las unidades alemanas apenas resistieron y el 4 de septiembre los Aliados liberaron Bruselas; los alemanes, sin embargo, conservaron parte del territorio belga hasta febrero del año siguiente. El Gobierno volvió del exilio el 8 de septiembre de 1944, pero la actitud de la población fue en general de indiferencia. El rey ya no se encontraba en el país, pero su «testamento político» se le entregó al Gobierno siguiendo sus deseos y pronto circuló públicamente. El rey británico, Jorge VI, recibió una copia, que también obtuvo el ministro de Asuntos Exteriores, Anthony Eden. El documento reavivó las diferencias entre los ministros, que se habían soslayado desde principios de año.
Dado que el rey se hallaba aún prisionero de los alemanes, no hubo objeciones al nombramiento de un regente. Para ello se reunieron las dos cámaras legislativas el 20 de septiembre. Se invocó para ello el artículo 82 de la Constitución, y se declaró al rey incapaz de reinar (dans l'impossibilité de régner). Carlos, conde de Flandes y hermano de Leopoldo, fue nombrado regente y se le tomó juramento como tal al día siguiente de la sesión parlamentaria. A partir de entonces el Gobierno dejó de ocuparse temporalmente de la cuestión real, acuciado por otros asuntos políticos y económicos más urgentes. Como el país estaba parcialmente bajo administración aliada hasta que el Gobierno pudiese asumir la gestión de todos los servicios públicos, la oposición británica a la vuelta de Leopoldo fue un elemento añadido que dificultó la solución de la cuestión real.

### Reorganización política y resurgimiento de la cuestión real
La economía belga se recuperó velozmente tras la liberación y al tiempo comenzó la restauración del sistema político, tras el intermedio que supuso la ocupación alemana. Esta había destruido el antiguo sistema de entreguerras. Los dos bloques políticos principales fundaron sendos partidos: los socialistas el Partido Socialista Belga (PSB-BSP) y los católicos y conservadores el Partido Socialcristiano (PSC-CVP). La principal novedad política de la posguerra fue el crecimiento del Partido Comunista Belga, tercer partido del país hasta 1949, que suplantó temporalmente en tal posición al liberal. El movimiento valón, que defendía la cultura y los intereses económicos de la zona francófona del país también reapareció. Durante esta época hubo un importante cambio sindical: se creó el primer gran sindicato unificado, la Federación General Belga del Trabajo (FGTB-ABVV), el abril de 1945, que contaba con doscientos cuarenta y ocho mil afiliados. El sistema político belga se estabilizó en 1947.

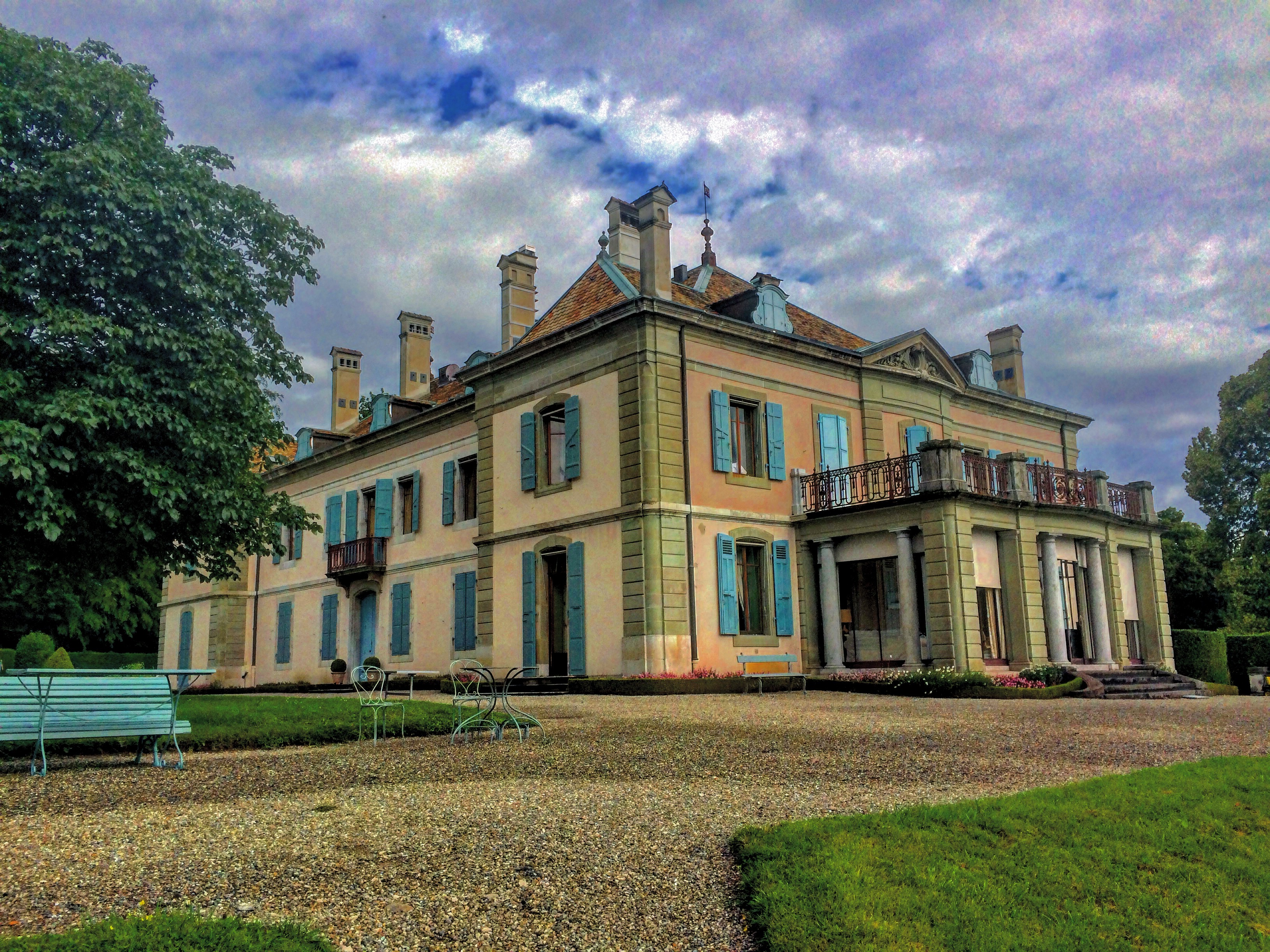
La villa le Reposoir en Pregny, Suiza, que fue donde residió Leopoldo entre 1945 y 1950

A comienzos de la regencia, el Gobierno de Pierlot y luego el de Achille Van Acker trataron de soslayar la cuestión de la vuelta de Leopoldo, pese a la insistencia de los comunistas y parte de los socialistas y dirigente sindicales, que exigieron la abdicación de este en abril y mayo de 1945. Una delegación gubernamental encabezada por Van Acker acudió a Strobl, en Austria, para negociar con el rey al poco de ser este liberado de su cautividad. Van Acker insistió al rey durante una serie de reuniones con este entre el 9 y el 11 de mayo de que debía proclamar públicamente su adhesión a los Aliados y su intención de gobernar democráticamente con el Parlamento. Sin embargo, las dos partes no lograron alcanzar un acuerdo. Leopoldo se mudó a Pregny, cerca de Ginebra y puso fin a las negociaciones, arguyendo que las palpitaciones que sufría no le permitían proseguir con ellas ni retomar la actividad política.
Las diferencias sobre el futuro de Leopoldo continuaron marcando la política belga de la posguerra y fueron un asunto habitual en la prensa nacional, en especial en el diario francófono Le Soir. El PSC-CVP participó en las elecciones de 1949 con un programa favorable al retorno de Leopoldo. Los comicios cambiaron la correlación de fuerzas: los comunistas sufrieron un descalabro y el PSB-BSP también perdió escaños, que ganaron los liberales y los católicos. Estos obtuvieron la mayoría absoluta en el Senado una relativa en la Cámara Baja; fueron sus mejores resultados desde el final de la contienda mundial. Gaston Eyskens asumió la presidencia del Gobierno, que fue una coalición entre liberales y católicos. Los dos partidos propugnaban la celebración de un referendo para decidir si Leopoldo regresaba o no al país; esta medida, que también defendía el propio Leopoldo, fue el principal asunto de la política belga del momento.

## Apogeo de la crisis (1950)

### Referéndum de marzo de 1950
El Gobierno de Eyskens aceptó organizar un referéndum que se fijó para el 12 de marzo de 1950. Fue el primero de este tipo en la historia del país y tenía carácter consultivo, no vinculante. Las dos opciones hicieron una intensa campaña y las votaciones transcurrieron sin incidentes graves, pese a la gran controversia que desató el asunto.
Los resultados no fueron claros: la opción de permitir a Leopoldo regresar al país ganó con un 58 % de los votos y obtuvo la mayoría en siete de las nueve provincias. Sin embargo, hubo claras diferencias de unas regiones a otras. En Flances el 72 % de los votantes fueron favorables a la vuelta del rey, pero en la circunscripción de Bruselas los favorables al rey solo lograron en 48 % de los votos. En Valonia solo el 42 % de los votantes se mostraron favorables a devolver la jefatura del Estado a Leopoldo. Los resultados por provincia fueron los siguientes:
El resultado confirmó los temores de Spaak y otros de que no habría una mayoría aplastante en ningún sentido y que el país quedaría dividido por regiones y lenguas. Eyskens marchó a Pregny el 13 de marzo para tratar de convencer a Leopold de que abdicase. Paul van Zeeland y Spaak trataron de mediar y conseguir que Leopoldo cediese la corona a su hijo. Leopoldo anunció el 15 de abril de que, en efecto, estaba dispuesto a ceder temporalmente sus poderes. Muchos de los dirigentes del PSC-CVP eran conscientes de que, pese al resultado favorable en la votación, el no contar con mayoría en el Parlamento impedía al partido fomentar las simpatías populares por el rey exiliado, ya que tanto sus socios gubernamentales liberales y la oposición socialista rehusaban que volviese Leopoldo.

### Vuelta de Leopoldo
Carlos disolvió la Cortes el 29 de abril de 1950, antes de celebrar nuevas elecciones. Probablemente lo hizo para evitar que el PSC-CVP formase un Gobierno de coalición presidido por Van Zeeland, decidido partidario de Leopoldo, lo que hubiese supuesto que este hubiese podido volver sin más al país. Las elecciones dieron la mayoría absoluta al PSC-CVP en las dos cámaras legislativas y se formó un gobierno de este en solitario, cuya presidencia asumió Jean Duvieusart.
Una de las primeras medidas del Gobierno de Duvieusart fue presentar el proyecto de ley que pretendía poner fin a la incapacitación de Leopoldo. Este volvió al país el 22 de julio —por primera vez desde 1944— y retomó sus tareas de jefe del Estado.

### Huelga general y abdicación

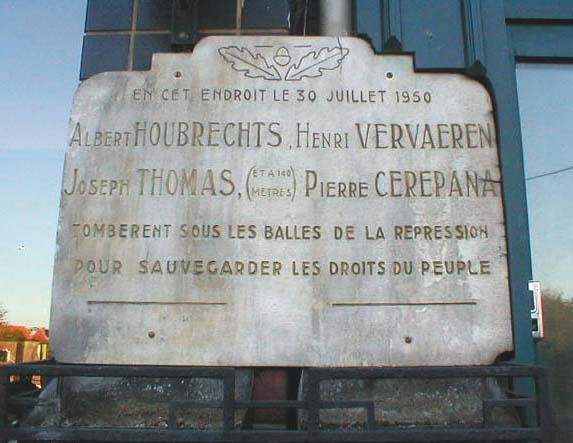
Placa en Grâce-Berleur, cerca de Lieja, que recuerda a los cuatro trabajadores muertos por los disparos de la policía el 30 de julio de 1950.

El FGTB–ABVV aprobó una partida de diez millones de francos en 1949 para formar una comité de acción conjunta para coordinar una huelga en la eventualidad de que regresase Leopoldo. El sindicato encabezó la oposición a la vuelta del rey durante el verano de 1950. André Renard, dirigente valón del sindicato, llamó a la insurrección y a la revolución en periódico La Wallonie poco después de que el monarca volviese a Bélgica en julio. Los historiados han señalado en ambiente revolucionario del momento, dado que los nacionalistas valones abogaban por la secesión inmediata de su región y la creación de una república.
La huelga general de 1950 empezó en las minas de carbón de Henao y se extendió pronto. trabajadores de Valonia, Bruselas y, en menor medida, Flandes, se unieron a la huelga. El puerto de Amberes fue uno de los lugares más afectados; la huelga paralizó casi completamente el país. La gendarmería mató a tiros a cuatro trabajadores en Grâce-Berleur, en los alrededores de Lieja el 30 de julio, lo que agudizó la violencia. Los ministros más decididamente partidarios de Leopoldo exigieron medidas más severas, pero no obtuvieron el respaldo de la mayoría del gabinete y tampoco contaron con el respaldo mayoritario de la dirección del PSC-CVP. Ante el estancamiento de la situación, el Gobierno amenazó con dimitir en pleno.
Como la crisis se agudizó, la Confederación Nacional de Presos Políticos y de Personas a su Cargo (Confédération nationale des prisonniers politiques et des ayants droit,  Nationale Confederatie van Politieke Gevangenen en Rechthebbenden, CNPPA-NCPGR), organización que representaba a aquellos detenidos durante la ocupación alemana, se ofreció a mediar entre las partes, pues gozaba de prestigio en el país. El CNPPA-NCPGR logró, en efecto, convencer tanto al rey como al Consejo de Ministros de reanudar las conversaciones con la oposición, cosa que sucedió el 31 de julio. Leopoldo anunció su disposición a renunciar en favor de su primogénito, Balduino, la tarde del 1 de agosto, con el fin de poner fin a la crisis y acabar con el derramamiento de sangre. El príncipe, que contaba a la sazón diecinueve años, fue nombrado regente con el título de príncipe real el 11 de agosto.

## Entronización de Balduino (1951)

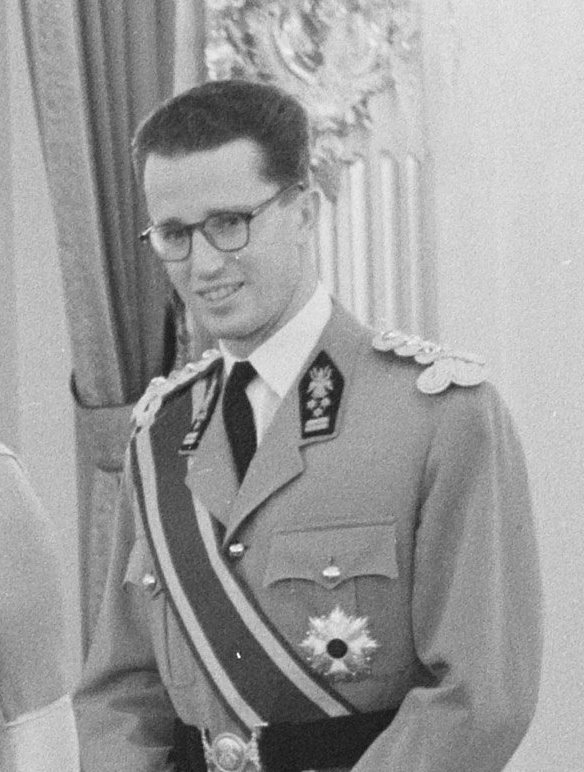
El rey Balduino en 1960. Sucedió en el trono a Leopoldo en 1951.

El anuncio de abdicación de Leopoldo del 1 de agosto de 1950 suponía que el país aceptaría como rey a su primogénito en menos de un año. La mayoría de los partidos consideraban a Balduino una alternativa aceptable para el trono belga. Una ley promulgada el 11 de agosto permitió el traspaso de los poderes ejecutivos a este, antes incluso de la abdicación oficial de Leopoldo. Este lo hizo el 16 de julio de 1951 y su hijo asumió la corona al día siguiente.

### Asesinato de Julien Lahaut
Un diputado comunista que no fue identificado interrumpió el juramento de lealtad a la Constitución de Balduino ante el Parlamento el 11 de agosto de 1950 al grito de «¡viva la república!», que desató el alboroto en la sala. Se sospechaba que el alborotador había sido Julien Lahaut, dirigente comunista que había sido de los más destacados opositores a la vuelta de Leopoldo. Lahaut fue asesinado de un disparo una semana más tarde a las puertas de su casa en Seraing, cerca de Lieja. El asesinato conmocionó a la sociedad belga y se calcula que doscientas mil personas acudieron al entierro de Lahaut. Nadie fue acusado de la muerte, aunque se sospechaba que era obra de las milicias clandestinas leopoldistas como la Ligue Eltrois o el Bloc anticommuniste belge, que operaban ante la pasividad de los servicios de seguridad.

## Consecuencias y trascendencia
Tras la renuncia de Leopoldo y su sustitución por Balduino, otros asuntos acapararon el centro de la política belga. El 17 de septiembre de 1950, el Gobierno de Joseph Pholien anunció que enviaría un contingente a combatir en la guerra de Corea. A este anuncio le siguieron las negociaciones sobre la Comunidad Europea de Defensa; a mediados de la década Bélgica   se hallaba sumida en una nueva crisis política, denominada la «segunda guerra escolar», desencadenada por la secularización de la educación. Balduino informó al primer ministro Gaston Eyskens que su Gobierno no contaba con la confianza real y solicitó su cese. Eyskens se negó a dimitir y retó al rey a utilizar el artículo 65 de la Constitución para destituirlo. Este, que temía que tal paso pudiese resucitar la crisis sobre la monarquía, accedió a mantener en su puesto a Eyskens.
Los historiadores consideran la «cuestión real» un acontecimiento destacado de la historia belga posterior a la Segunda Guerra Mundial. El enfrentamiento entre los partidarios y los opositores a Leopoldo facilitó el restablecimiento de los partidos socialista y católico tras el conflicto mundial. La controversia afectó asimismo a las desavenencias lingüísticas y desbarató la federalización de las instituciones belgas, que podría haber agudizado las tensiones, palmarias durante la crisis monárquica. Además, la incapacidad del PSC-CVP para asegurar que el apoyo flamenco al rey conducía a su vuelta a Bélgica reforzó al movimiento nacionalista flamenco Volksunie a partir de 1954. En Valonia, la movilización sindical y socialista durante la huelga general permitió el resurgimiento de un movimiento valón más izquierdista.
El asesinato de Lahaut quedó sin resolver; es el único asesinato político de la historia del país además del político socialista André Cools en 1991. Se sospechó de los partidarios de Leopoldo, pero no se acusó a nadie de la muerte. Los historiadores Rudy Van Doorslaer y Etienne Verhoeyen investigaron al atentado y sugirieron un posible culpable del crimen. El Gobierno belga encargó una investigación, cuyo resultado recibió en 2015.